# Louise (prénom)
Pour les articles homonymes, voir Louise.
Louise est un prénom féminin français qui dérive du prénom masculin Louis.

## Occurrence
En 2022, environ 126 761 Françaises portent ce prénom. Son année record d'attribution est 1901 avec 7 199 naissances. 2022 a vu naître 3 748 Louise. Louise est le 8ème prénom le plus donné en France depuis 2000. Ce prénom est attribué à près d'une fille sur 90 en 2023. En 2024 il est second du top 20 des prénoms féminins.

## Étymologie
Louise est un prénom d'origine germanique, forme féminine de Louis. Ce prénom d'origine germanique, Hlodowig, est composé de hlod-, « gloire, renommée » et de -wig, « combat ».

## Fête et saint patron
- Le 15 mars. Fille d'un conseiller en fonction au parlement de Paris, Louise de Marillac épouse le secrétaire des commandements de Marie de Médicis, mais se retrouve veuve très jeune. Entrée en religion, elle fonde avec Vincent de Paul la congrégation des Filles de la Charité qui vient en aide aux plus démunis[4].

- Le 31 janvier. Mère de trois filles, Louise Albertoni se retrouve veuve à trente-trois ans, surmonte l'épreuve grâce à sa foi et prend l'habit du tiers ordre franciscain, à Rome, au début du XVIe siècle.

- Le 24 juillet. Bienheureuse Louise de Savoie est la nièce de Louis XI de France.

## Personnalités
- Pour l'ensemble des articles sur les personnes portant ce prénom, consulter :
  - la liste des articles dont le titre commence par ce prénom
  - les listes produites par Wikidata : Liste des personnes de prénom « Louise » — même liste en incluant les éventuels prénoms composés qui contiennent « Louise ».
.

## Variantes
- français, anglais, danois, suédois, norvégien, néerlandais, allemand, polonais, philippin, hongrois, roumain, italien, espéranto, portugais, grec : Louise, Louisa
- arabe : لويزا (Louisa)
- catalan : Lluisa
- croate : Alojzija
- danois : Louisa
- estonien : Loviise
- finlandais : Loviisa
- allemand : Aloisia, Louisa, Luise
- grec: Louiza
- hongrois : Lujza
- italien : Ludovica, Luigia, Luisa
- lituanien : Ludvika
- Maori : Ruiha
- norvégien : Lovise
- polonais : Ludwika , Luiza
- portugais : Luisa
- portugais (brésilien) : Louisa
- roumain : Louisa
- gaélique écossais : Liùsaidh
- slovaque : Alojzia , Lujza
- slovène : Alojzija
- espagnol : Luisa
- suédois : Louise, Lovis, Lovisa

### Diminutifs
- Loes (néerlandais)
- Lou, Louella, Luella, Lula, Lulu (anglais)
- Lou, Louisette, Marie-Lou, Marilou, Marylou (français)
- Lulu (allemand)
- Gina, Luigina, Luiselle (italien)
- Luisina, Luisita (espagnol)
- Lo, Lova (suédois)
- Zize (patois marseillais)[5]

### Prénom composé
- Marie-Louise